# Hafsidi
Hafsidi (arabsko الحفصيون‎ [al-Ḥafṣiyūn]) so bili sunitska muslimanska dinastija berberskega porekla,  ki je vladala v Ifrikiji (zahodna Libija, Tunizija in vzhodna Alžirija) od leta 1229 do 1574.

## Zgodovina
Dinastija je dobila ime po Mohamedu Bin Abu Hafsu, Berberu iz maroškega plemena Masmuda, katerega je almohadski kalif Mohamed An Nasir (vladal 1198–1213) imenoval za guvernerja Ifrikije. Banu Hafs (dobesedno Hafsovi sinovi) so bili močna almohadska  družina. Njihov prednik Omar Abu Hafs Al Hentati je bil član sveta desetih in bližnji spremljevalec učenjaka, učitelja in političnega voditelja Ibn Tumarta iz južnega Maroka. Njegovo pravo ime je bilo Fesga Umzal, kasneje pa se je preimenoval v  Abu Hafs Omar Ibn Jahja Al Hentatija. Znan je bil tudi kot Omar Inti. Preimenovanje je bilo posledice navade, da je Ibn Tumart preimenoval vse svoje bližnje spremljevalce, ki so postali privrženci njegovega verskega učenja.
Hafside kot almohadske guvernerje so stalno ogrožali Ganidi (Banu Ganija), potomci almoravidskih princev, ki so jih porazili Almohadi in zatem sami prevzeli oblast v Maroku.  
Hafsidi so bili guvernerji Ifrikije do leta 1229, ko je Abu Zaharija (vladal 1229–1249) razglasil neodvisnost.  Novi vladar je v Ifrikiji, ki je obsegala ozemlje nekdanje rimske province Afrike, se pravi sedanjo Tunizijo, vzhodno Alžirijo in zahodno Libijo, organiziral svojo državno upravo in zgradil mesto Tunis kot gospodarsko in kulturno središče države. V Ifrikijo je v tistem času zaradi rekonkviste na Iberskem polotoku pribežalo veliko beguncev iz Kastilije in Leona. Abu Zaharija je leta 1242 premagal Tlemcensko kraljestvo in ga prisilil v vazalni položaj. Njegov naslednik Mohamed I. Al Mustansir (vladal 1249–1277) je dobil naslov kalifa.
V 14. stoletju je kraljestvo doživelo začasen upad. Hafsidom je uspelo za nekaj časa podjarmiti Abdalvide iz Tlemcena, vendar so jih od leta 1347 do 1357 dvakrat osvojili Marinidi iz Maroka. Ker Abdalvidom kljub temu ni uspelo poraziti Beduinov, so Hafsidi  ponovno prevzeli oblast v svojem kraljestvu. V istem času je zaradi kuge pomrlo veliko prebivalcev, kar je dodatno oslabilo Hafsidsko kraljestvo.
Pod Hafsidi se je močno razvilo trgovanje s krščansko Evropo in hkrati piratstvo, zlasti med vladavino  Abd Al Aziza II. (vladal 1394–1434). Leta 1429 so Hafsidi napadli Malto in zajeli  3000 sužnjev, otoka pa niso zasedli. Dobički od trgovine in piratstve so se uporabili za obsežne gradnje in podporo umetnosti in kulture. Piratstvo je seveda izzvalo povračilne ukrepe Aragonije in Beneške republike, ki sta večkrat napadli tunizijska obalna mesta. Hafsidi so dosegli svoj višek med vladanjem kalifa Utmana (vladal 1435–1488), ko se je razvilo živahno trgovanje preko Sahare in do Egipta in pomorsko trgovanje z Benetkami in Aragonijo. Beduini in mesta v kraljestvu so postala v veliki meri neodvisna. Hafsidi so obdržali oblast samo v Tunisu in  Konstantinu. 
V 16. stoletju so se Hafsidi vedno bolj zapletali v boje za oblast med Španijo in Osmanskim cesarstvom, ki so jih podpirali korzarji. Turki so leta 1534 osvojili Tunis  in ga obdržali eno leto in ponovno leta 1569 in ga obdržali štiri leta. Leta 1573 ga je osvobodil španski admiral in vojskovodja Juan Avstrijski. Leta 1574 so Hafsidi zaradi neposredne turške grožnje postali vazali španske krone. 
Osmani so zadnjega hafsidskega kalifa Mohameda IV. odpeljali v Istanbul in ga zaradi sodelovanja s Španijo in sultanove želje, da kot vladar Meke in Medine prevzame naslov kalifa, usmrtili. Del Hafsidske rodbine je preživela osmanski pokol z begom na kanarski otok Tenerife, ki je bil pod špansko oblastjo.

## Hafsidski vladarji
- Abd Al Vahid  (1207–1216)
- Abd Alah (1224–1229)
- Abu Zakarija Jahja (1229–1249)
- Mohamed I. al-Mustansir (1249–1277)
- Jahja  II.  al-Vatik  (1277–1279)
- Ibrahim I. (1279–1283)
- Abd Al Aziz I. (1283)
- Ibn Abi Umara (1283–1284)
- Abu Hafs Umar I. (1284–1295)
- Mohamed I.  (1295–1309)
- Abu Bakr I. (1309)
- Aba Al Baka Halid An Nasir  (1309–1311)
- Aba Jahja Zakarija Al Lihjani (1311–1317)
- Mohamed II.  (1317–1318)
- Abu Bakr II. (1318–1346)
- Abu Hafs Umar II (1346–1349)
- Ahmed I. (1349)
- Ibrahim II. (1350–1369)
- Abu Al Baka Halid (1369–1371)
- Ahmed II. (1371–1394)
- Abd Al Aziz II. (1394–1434)
- Mohamed III.  (1434–1436)
- Utman (1436–1488)
- Abu Zaharija Jahja II. (1488–1489)
- Abd Al Mumin (Hafsid) (1489–1490)
- Abu Jahja Zakarija (1490–1494)
- Mohamed  IV. (1494–1526)
- Mohamed  V. (1526–1543)
- Ahmed III. (1543–1569)

Osmanska osvojitev kraljestva (1569–1573)
- Mohamed  VI. (1573–1574)